# 赫尔曼·雷克纳格尔
赫尔曼·雷克纳格尔（德語：Hermann Recknagel，1892年7月18日—1945年1月23日）是纳粹德国步兵将军，参与了第一次世界大战以及第二次世界大战，曾获得橡叶佩剑骑士铁十字勋章。

## 家庭
1892年7月18日，雷克纳格尔出生在位于兰佩河（Lempe）河畔的霍夫盖斯马尔镇，父母分别是阿道夫·雷克纳格尔（Adolf Recknagel）和玛丽亚·雷克纳格尔（原姓冯·霍夫），家中经营着一间磨坊。

## 生平

### 第一次世界大战
1913年9月25日，雷克纳格尔在完成基础学业后，成功通过了笔试考核，以候补军官的身份加入当时驻扎在霍夫盖斯马尔的第83“冯维蒂奇”步兵团服役。1914年8月6日，第一次世界大战爆发后不久，雷克纳格尔被提拔为少尉兼排长，并跟随第83步兵团调往西线战场作战。1914年底，该团又转移部署至东线战场。1918年4月18日，雷克纳格尔因为在东线战场的英勇表现晋升为副团长，获授中尉军衔。

### 两战期间
一战结束后，雷克纳格尔遭到解职。几经思索后，他选择加入了当时乔治·梅尔克在德国组建的的自由军团。1919年6月，自由军团被整合编入魏瑪共和國国防军，整编后改名为魏玛共和国国国防军第16旅，雷克纳格尔所在的连队隶属于魏玛国防军第16旅的第32步兵团。
在此之后，雷克纳格尔经历了多轮的调任。1920年10月1日，雷克纳格尔被调至哈尔伯施塔特的国防军第12步兵团。1921年担任副团长。1921年10月1日至1922年9月30日，他又转任德累斯顿第4炮兵团的训练教官兼副团长。1922年10月1日，雷克纳格尔再次回到第 12步兵团服役，并于1923年11月1日重新担任该团的副团长。期间，雷克纳格尔于1924年10月28日在博伊维茨镇与卡罗拉·冯·赫茨伯格（Carola von Hertzberg）结婚。1926年10月1日，雷克纳格尔晋升为上尉。1928年4月1日，他开始担任第12步兵团第14连连长，1930年调至奎德林堡团第7连担任连长。
1934年8月1日雷克纳格尔成功晋升少校，1934年10月1日他就被任命为格洛高步兵团第2营营长，1935年10月15日该团更名为第54步兵团，雷克纳格尔也结束了长达15年的职位更迭。1937年3月1日，他被提拔为中校。

### 第二次世界大战
第二次世界大战开始前不久，雷克纳格尔被任命为第54团的团长。他指挥的第54团被编入第18步兵师，参与了最初爆发的波蘭戰役，主要是布祖拉战役和华沙围攻战役。1940年2月1日，雷克纳格尔晋升成为上校。1940年5月起，雷克纳格尔率领部队前往西线参加了法國戰役。1940年8月5日，第18步兵师成功攻克敦刻尔克，雷克纳格尔因此获得騎士鐵十字勳章。
法国战役结束后，第54团被部署转移到东部，为即将进行的巴巴羅薩行動做准备。1941年6月，该团顺利到达指定战略地点。1941年7 月15日，雷克纳格尔在乌克兰文尼察附近作战时受伤。1942年1月1日，在伤势康复后，雷克纳格尔受命担任第111步兵师副师长。1942年5月1日，他被任命为该师师长，同时晋升少将。一年后，他又于1943年6月1日晋升为中将。1943年的夏季攻势结束后，第111步兵师已经顺利挺进了高加索地区，但由于随后来临的冬季（俄罗斯寒冷的气候和补给线的断裂），导致突破行动变得迟滞。莫斯科战役德军失利后，雷克纳格尔得到了全军后撤的命令，他顺利地带领第111步兵师穿过亞速海的冰层撤回了指定的战线。但在苏联顿涅茨盆地行动期间，先前撤退到塔甘羅格以北的数支德军师被围，其中便包括第111步兵师。1943年8月15日至31日期间，雷克纳格尔受命指挥包围圈内的部队，并成功带领他们脱离了包围圈。1943年11月6日，因其在突围时的出色指挥，德军总参谋部决定为他颁发橡叶骑士十字勋章。
1943年10月30日，雷克纳格尔被短暂调去领导与训练预备队。1943年11月15日他被调至陆军最高司令部（OKH）的第一特别参谋部（东部作战部），并一直领导该部门直至1944年2月25日。1944年3月，雷克纳格尔接手第42军并对它进行重组。同年4月28日，他被任命为第42军副司令，6月15日，他被提拔为司令。1944年7月1日，雷克纳格尔成功晋升为步兵上将，同时担任第332军司令。1944年8月上旬，苏军利沃夫-桑多梅日行动开始，雷克纳格尔指挥的第322军成功击退了试图越过维斯瓦河的苏联坦克部队。1944年10月23日，由于这一战的指挥得当，雷克纳格尔得到了1941版铁十字勋章中的最高荣誉——橡叶佩剑骑士铁十字勋章。

### 牺牲
在此之后，雷克纳格尔所率领的所以部队——第72、第88、第291和第342步兵师——均被编入第17集团军，参与1944/45年冬季抵御苏联红军的进攻。该集团军从1945年1月12日开始便遭到攻击，仅仅几天之内就被苏军的攻势几乎全歼。在苏军组织的维斯瓦-奥得河行动冲击下，雷克纳格尔率领剩余部队首先试图与凯尔采附近的第二十四装甲军（瓦爾特·內林将军）取得联系并获得支援。尽管他们很快就恢复了与德军前线的联系，但因为此时德国的战线已经被突破到了维斯瓦河西岸，早已无力支援，导致雷克纳格尔的部队很快便被包围歼灭，雷克纳格尔也在战斗中牺牲。
塞缪尔·马奎斯撰写的《德军崛起》中声称雷克纳格尔于1月15日被敌军的手榴弹炸死。事实上，该军团的指挥部早已在战斗中被摧毁，作为军团指挥官的雷克纳格尔实际上于1945年1月23日被彼特里考和托马舒夫·马佐维茨基當地的游击队击杀。